# Pfrundhäuser (Rapperswil)

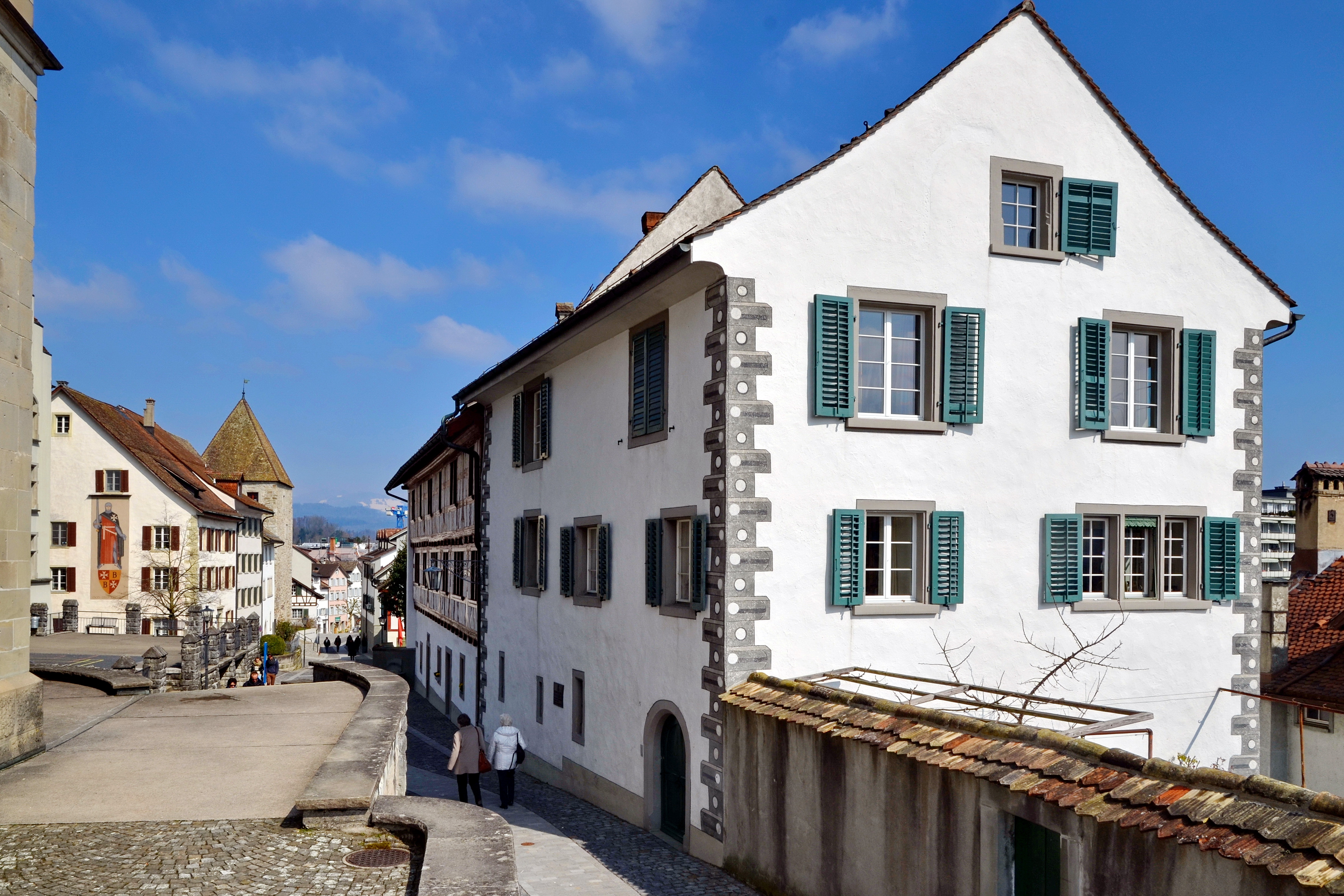
Pfrundhäuser am Herrenberg in Rapperswil, links die im Hintergrund das Bubikerhaus und das Stadtmuseum Rapperswil-Jona

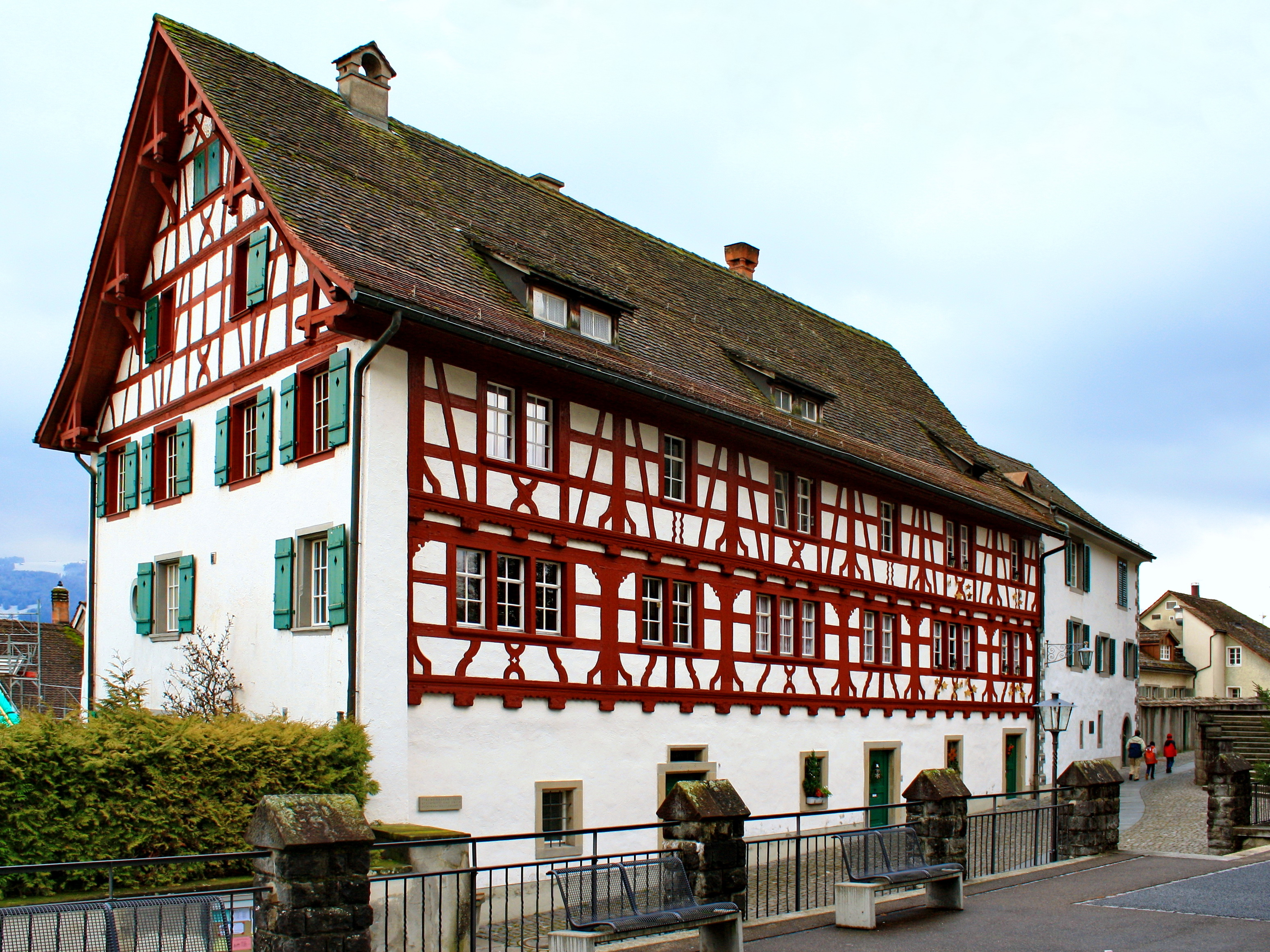
Ansicht vom Primarschulhaus Herrenberg

Als Pfrundhäuser werden in der Altstadt von Rapperswil, einem Ortsteil der Schweizer Gemeinde Rapperswil-Jona im Kanton St. Gallen, die zwei Gebäudeteile der Liegenschaft Herrenberg 51, 53, 55 und 57 bezeichnet.

## Lage
Die Liegenschaft befindet sich am oberen Ende des Herrenbergs in Rapperswil, westlich vom Engelplatz und gegenüber der Stadtpfarrkirche.

## Baugeschichte
Beim Gebäudekomplex handelt es sich um zwei angrenzende Gebäude, beide als Fachwerkbauten mit Satteldach erstellt. Ein kleiner Brunnen befindet sich an der Herrenberg-Gasse. Der östlich stehende Gebäudeteil Herrenberg 51 bis 55 weist wie das angrenzende Gebäude drei Geschosse aus – die zwei Obergeschosse sind mit rot eingefärbtem Fachwerk gestaltet, die Holzbalken des westlichen Gebäudeteils sind in grauer Farbe ausgeführt. Die Jahreszahl 1681 am Eingang mit der Hausnummer 51 weist auf das Jahr seiner Entstehung hin, der westliche Teil der Liegenschaft soll auf das 16. Jahrhundert zurückgehen.

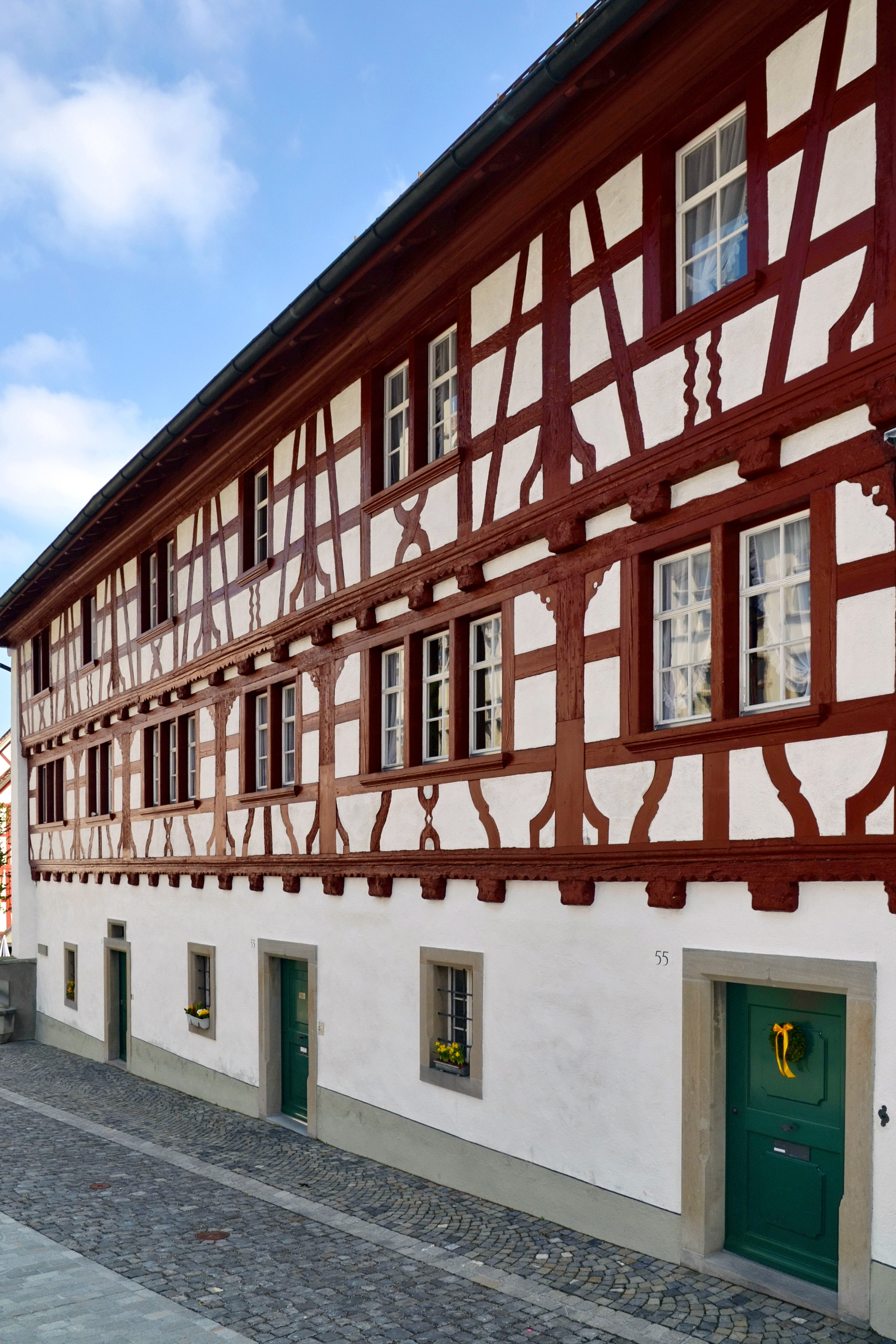
Herrenberg 51, 53 und 55
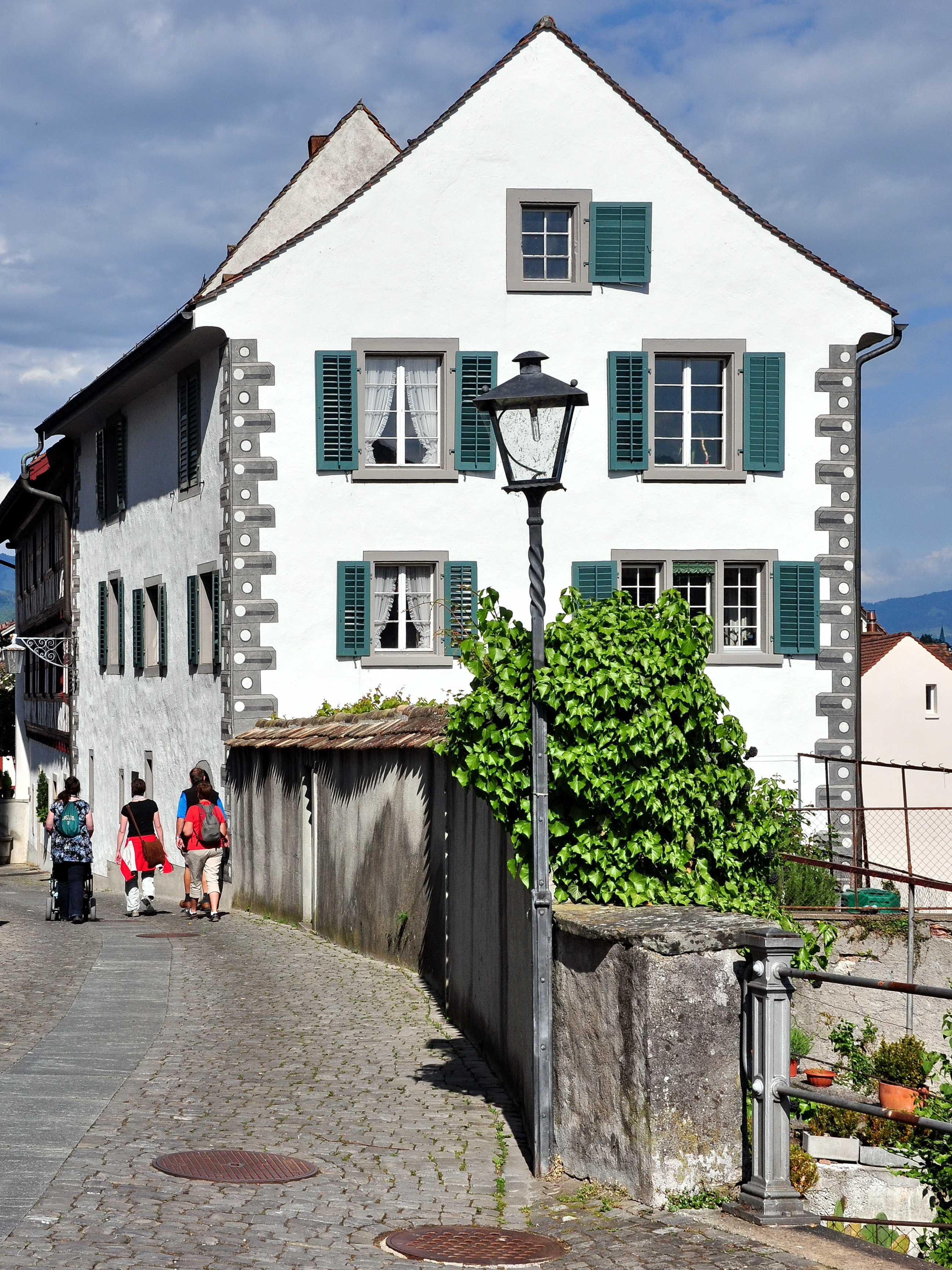
Herrenberg 57
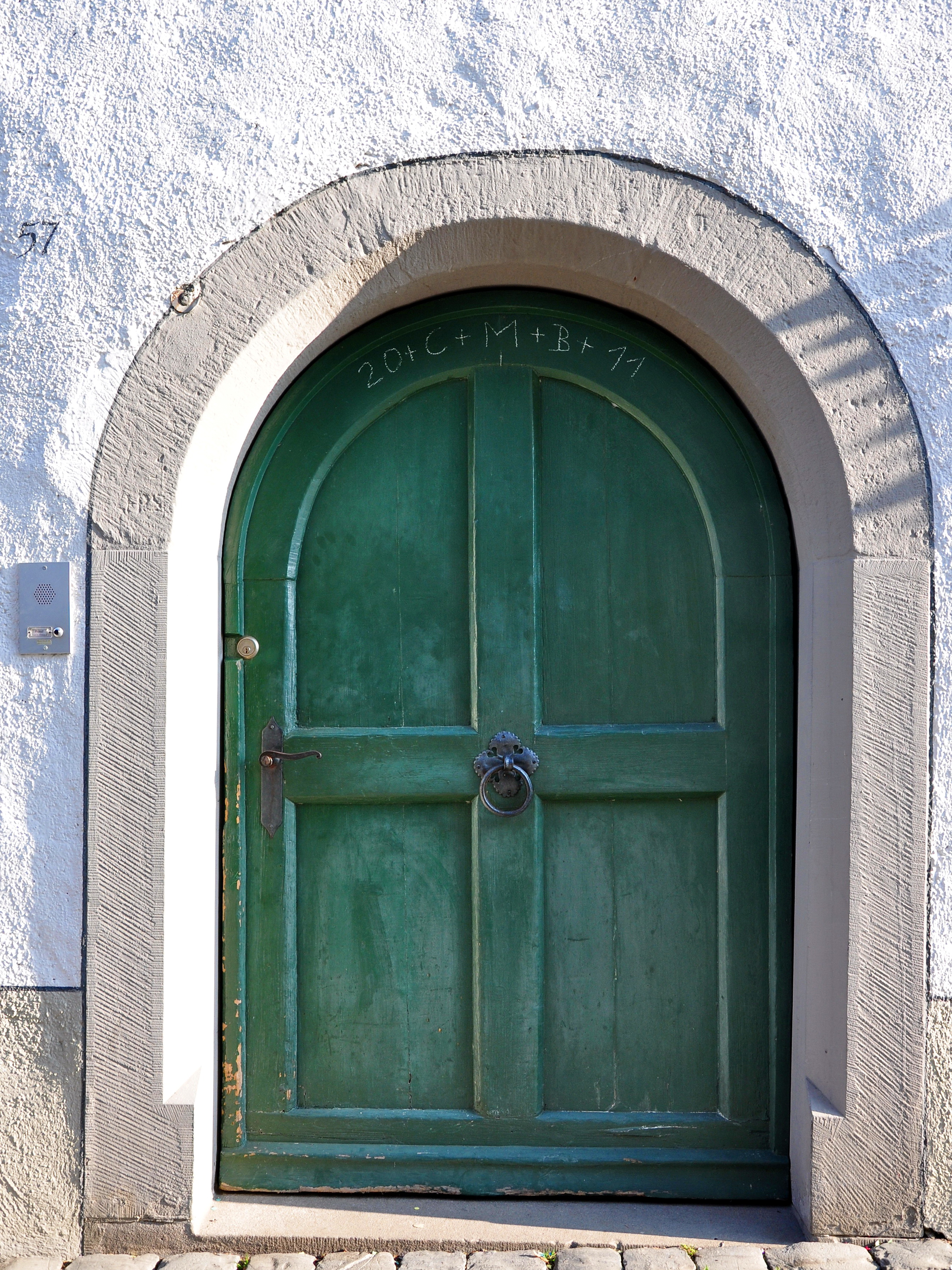
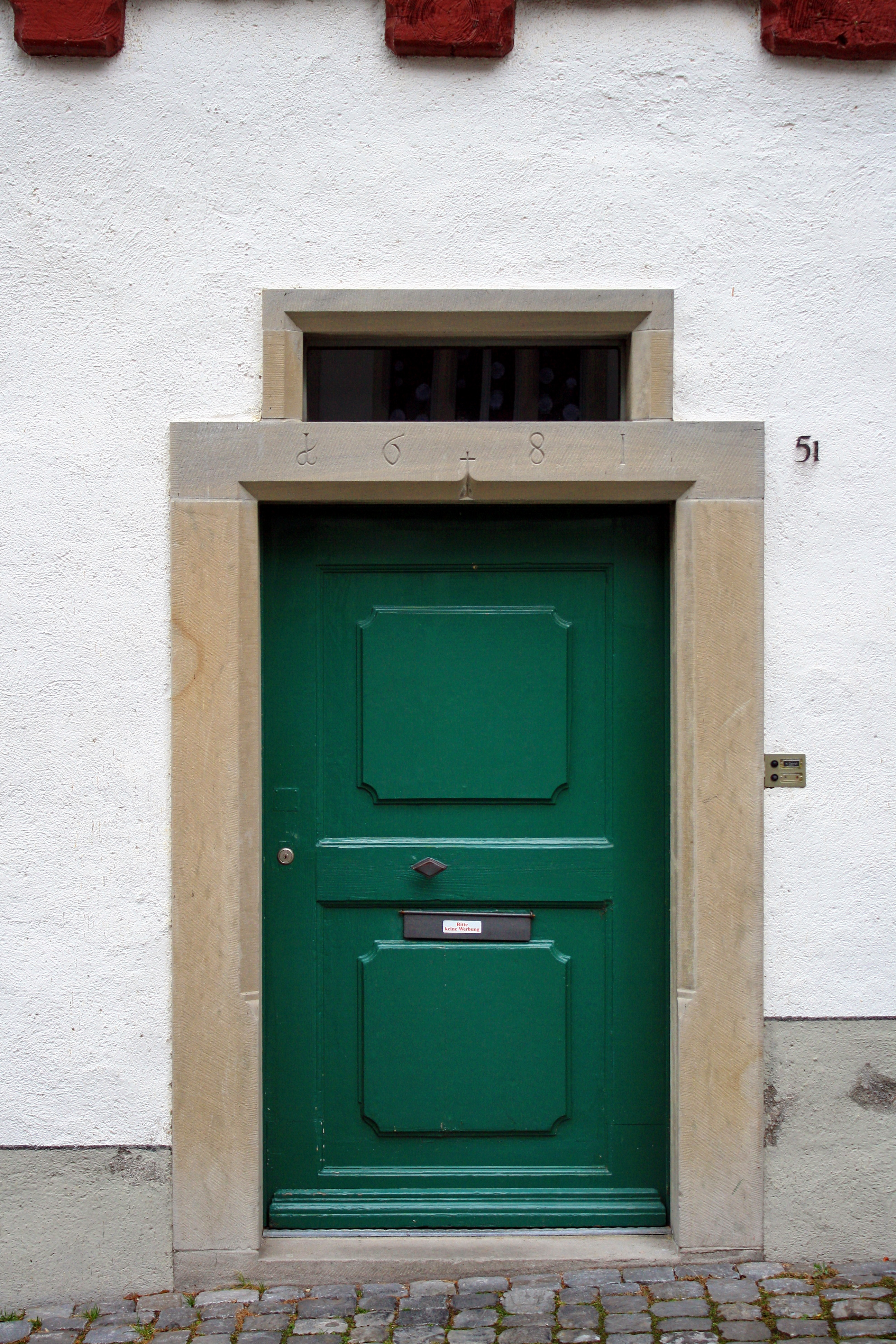
Jahreszahl 1681
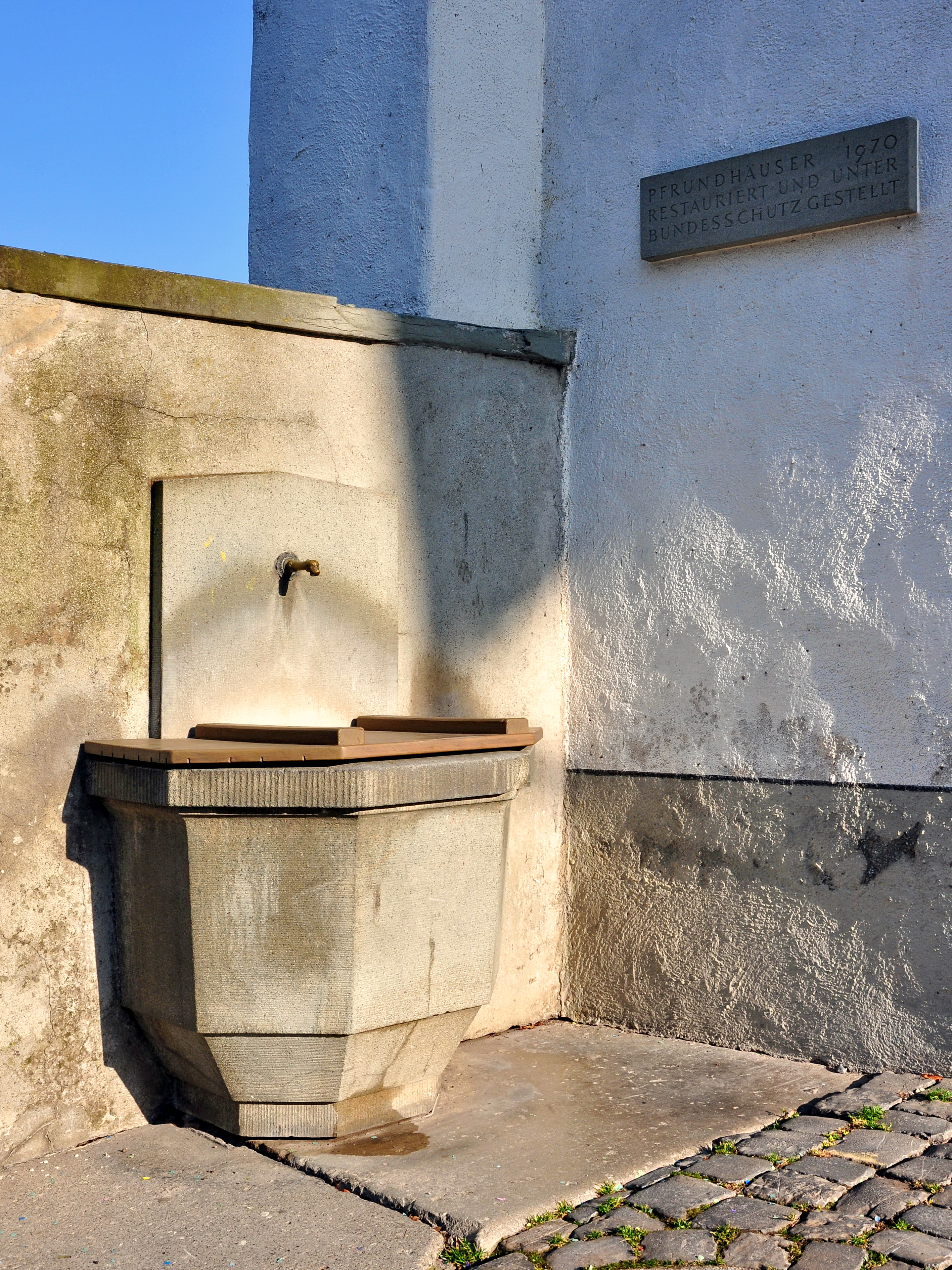
Brunnen am Herrenberg

Die Liegenschaft steht unter Denkmalschutz und wurde 1970 einer Erneuerung unterzogen. Die Pfrundhäuser sind im Besitz der Römisch-katholischen Kirchgemeinde Rapperswil-Jona.